# 滇越杜英
滇越杜英（学名：Elaeocarpus poilanei）为杜英科杜英属下的一个种。

## 扩展阅读
- 維基物種上的相關：滇越杜英